# Gigposter

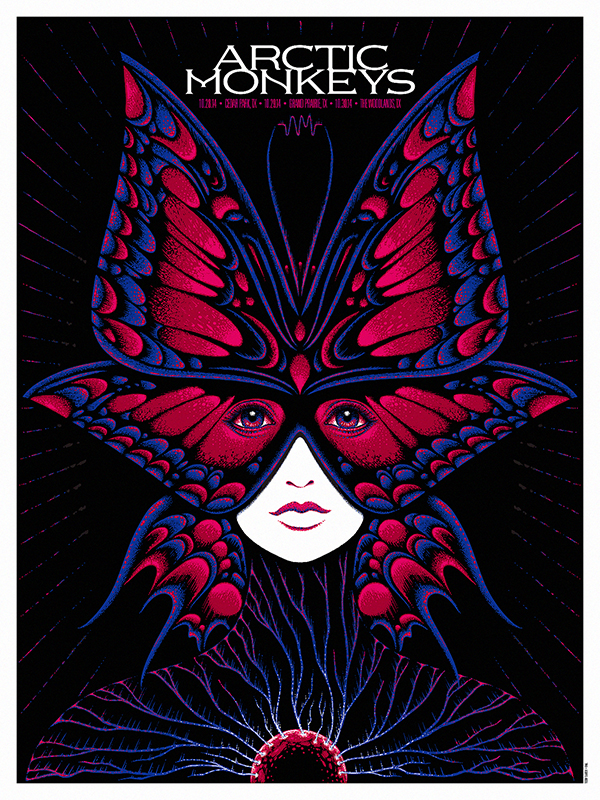
Todd Slater poster - Arctic Monkeys October 28-30, 2014

Gigposter sind Plakate, die  speziell für Bands und Musiker und meist in begrenzter Auflage im Handsiebdruckverfahren hergestellt werden. Häufg werden Gigposter am Merchandise-Stand oder im Webshop einer Band zum Verkauf angeboten aber auch Musikclubs wie beispielsweise das VERA in Groningen oder ein klassisches Konzerthaus wie die Elbphilharmonie bieten Gigposter an. Üblicherweise handelt es sich bei Gigpostern Sammlerstücke beziehungsweise künstlerisch gestaltete Souvenirs für Fans, die anders als herkömmliche Straßenplakate nicht dafür vorgesehen sind, auf der Straße plakatiert zu werden.
Im Herbst 2015 fand im  Museum für Kunst und Gewerbe Hamburg eine Ausstellung zum Thema Gigposter statt. Im Jahr 2020 zeigte das Groninger Museum eine Auswahl von Gigpostern die der niederländische Künstler Willem Kolvoort über drei Jahrzehnte für den Musikclub VERA hergestellt hat.